# Trigonospila trinitatis
Trigonospila trinitatis är en tvåvingeart som beskrevs av Thompson 1963. Trigonospila trinitatis ingår i släktet Trigonospila och familjen parasitflugor. Inga underarter finns listade i Catalogue of Life.